# Cal Gilet
Cal Gilet és una casa de Sedó, al municipi de Torrefeta i Florejacs (Segarra), inclosa a l'Inventari del Patrimoni Arquitectònic de Catalunya.

## Descripció
Edifici que formava part d'una antiga casa senyorial. Actualment ocupa la part dreta. Consta de quatre plantes. A la planta baixa, a la façana est (la que dona a la plaça), hi ha una entrada amb arc escarser amb porta de fusta de doble batent que dona al garatge. A la planta següent hi ha un balcó amb barana de ferro. A la planta següent hi ha un altre balcó també amb barana de ferro. Al darrer pis hi ha una finestra amb ampit.
La façana nord (la que dona al carrer Maguerola) consta de dues parts: una de més antiga que va del centre a l'esquerra i una de més nova a l'altre extrem. A la part més antiga hi ha una entrada, a sobre té una petita finestra. A l'esquerra té una altra finestra. A la part superior de la façana hi ha una tribuna i una finestra. A la part més nova, la que està arrebossada, a la planta baixa, hi ha una finestra, a la planta següent n'hi ha tres i a la següent una altra.

## Història
En origen la casa que avui coneixem era la part dreta d'un casal senyorial de la darreria del segle xvi manat construir per Joan Carbonell, mercader de Sedó, vers el 1558. A la segona meitat del segle xviii el casal fou dividit en tres cossos, ocupant la part dreta la casa que actualment es coneix com a Cal Gilet.
En els primers anys fou habitat pel propietari Joan Carbonell i la seva família; en passar a la filla d'aquest deixà de ser la residència principal de la família i als inicis del segle xviii apareix habitada per masovers, tenint un ús exclusivament residencial i agrícola. A la darreria del segle xviii pogué combinar aquesta funció amb la de ferreria i durant el primer quart de segle XX i fins a l'esclat de la Guerra Civil funcionà com a Cafè i Sala de ball.